# Verena Brunner
Verena Brunner (* 11. September 1945 in Laupersdorf) ist eine Schweizer Textilkünstlerin und Kunstpädagogin.

## Leben und Werk
Verena Brunner besuchte von 1964 bis 1970 die Textilfachklasse an der Allgemeine Gewerbeschule Basel. Danach bildete sie sich in der Meisterklasse von Magdalena Abakanowicz in Polen weiter.
Nebst vier eidgenössischen Kunststipendien erhielt sie 1981 einen Werkjahrbeitrag des Kantons Solothurn sowie 1989 den Preis des Kantons Solothurn für textiles Arbeiten. Ihre Werke stellte sie in zahlreichen Einzel- und Gruppenausstellungen aus.
Als Dozentin war Verena Brunner von 1982 bis 1988 an der Schule für Gestaltung Zürich tätig. Danach leitete sie bis 1999 die Fachklasse für Textilgestaltung der Schule für Gestaltung Luzern. Auch war sie als Dozentin in den Studienbereichen Textildesign und Grafik an der Luzerner Hochschule für Design und Kunst bis 2007 tätig.